# Жупаништа
Жупаништа или Жупанишча (грч. Λεύκη, до 1927. грч. Ζουπάνιτσα) је насељено место у општини Костур у периферији Западна Македонија, Грчка. Према попису из 2021. године био је 371 становник.
Према бугарском географу и историчару, Василу Канчову, у Жупаништу је 1900. године живело 630 Словена хришћана. Македонски историчар Тодор Симовски, 1998. године наводи да су Жупаништа словенско насеље.